# Alaimus filiformis
Alaimus filiformis is een rondwormensoort uit de familie van de Alaimidae.